# Europees kampioenschap voetbal 2020 (Groep E) Zweden - Slowakije
Dit artikel gaat over de wedstrijd in de groepsfase in groep E tussen Zweden en Slowakije die gespeeld werd op vrijdag 18 juni 2021 in het Krestovskistadion te Sint-Petersburg tijdens het Europees kampioenschap voetbal 2020. Het duel was de negentiende wedstrijd van het toernooi.

## Voorafgaand aan de wedstrijd
- Zweden stond bij aanvang van het toernooi op de achttiende plaats van de FIFA-wereldranglijst.[1] Twaalf Europese landen en EK-deelnemers stonden boven Zweden op die lijst. Slowakije was op de 36ste plaats terug te vinden.[2] Slowakije kende zeventien Europese landen en zestien EK-deelnemers met een hogere positie op die lijst.
- Zweden en Slowakije troffen elkaar voor deze wedstrijd al vijf keer. Zweden won tweemaal eerder van Slowakije, Slowakije zegevierde nog nooit en drie keer eindigde het duel onbeslist. Nooit eerder speelden deze landen op een groot eindtoernooi tegen elkaar.
- Voor Zweden was dit haar zevende deelname aan een EK-eindronde en de zesde op rij. Op het EK 1992 bereikte Zweden de halve finales. Slowakije nam voor een tweede maal deel aan een EK-eindronde en wel op rij. Op het EK 2016 werd Slowakije in de achtste finales uitgeschakeld.
- In de eerste speelronde van de EK-groepsfase speelde Zweden met 0–0 gelijk tegen Spanje. Slowakije pakte met een 2–1 zege de drie punten tegen Polen.

## Wedstrijdgegevens[3]
| Datum                  | 18 juni 2021                                                                               | 18 juni 2021                                                                               |
| Aftrap                 | 15:00 uur                                                                                  | 15:00 uur                                                                                  |
| Wedstrijdnummer        | 19                                                                                         | 19                                                                                         |
| Stadion                | Krestovskistadion, Sint-Petersburg                                                         | Krestovskistadion, Sint-Petersburg                                                         |
| Toeschouwers           | 11.525                                                                                     | 11.525                                                                                     |
| Scheidsrechter         | Daniel Siebert                                                                             | Daniel Siebert                                                                             |
| Assistenten            | Jan Seidel Rafael Foltyn                                                                   | Jan Seidel Rafael Foltyn                                                                   |
| Vierde official        | Georgi Kabakov                                                                             | Georgi Kabakov                                                                             |
| Videoscheidsrechters   | Marco Fritz Christian Dingert (assistent) Lee Betts (assistent) Stuart Attwell (assistent) | Marco Fritz Christian Dingert (assistent) Lee Betts (assistent) Stuart Attwell (assistent) |
| Man van de wedstrijd   | Alexander Isak                                                                             | Alexander Isak                                                                             |
|                        | Zweden                                                                                     | Slowakije                                                                                  |
| Doelpunten             | 1                                                                                          | 0                                                                                          |
| Gele kaarten           | 1                                                                                          | 3                                                                                          |
| Rode kaarten           | 0                                                                                          | 0                                                                                          |
| Wissels                | 5                                                                                          | 5                                                                                          |
| Schoten op doel        | 4                                                                                          | 0                                                                                          |
| Schoten naast doel     | 6                                                                                          | 5                                                                                          |
| Overtredingen          | 16                                                                                         | 7                                                                                          |
| Hoekschoppen           | 7                                                                                          | 6                                                                                          |
| Buitenspel             | 1                                                                                          | 3                                                                                          |
| Passnauwkeurigheid (%) | 83                                                                                         | 88                                                                                         |
| Balbezit (%)           | 43                                                                                         | 57                                                                                         |

| Zweden | 1 – 0        | Slowakije |
| Emil Forsberg 77' (pen.) | goals        | |
| Janne Andersson | bondscoach   | Štefan Tarkovič |
| Robin Olsen Mikael Lustig Victor Lindelöf Marcus Danielson Ludwig Augustinsson 88' Sebastian Larsson Kristoffer Olsson 64' Albin Ekdal 88' Emil Forsberg 90+3' Marcus Berg 64' Alexander Isak | opstellingen | Martin Dúbravka 65' Peter Pekarík Ľubomír Šatka Milan Škriniar 84' Tomáš Hubočan ( 77') Juraj Kucka 84' Patrik Hrošovský Martin Koscelník 77' Marek Hamšík 77' Róbert Mak Ondrej Duda |
| Viktor Claesson 64' Robin Quaison 64' Gustav Svensson 88' Pierre Bengtsson 88' Emil Krafth 90+3'                                                                                              | wissels      | 65' Lukáš Haraslín 77' Vladimír Weiss 77' László Bénes 84' Michal Ďuriš 84' Dávid Hancko                                                                                              |
| Kristoffer Olsson 23' | gele kaarten | 76' Martin Dúbravka 80' Ondrej Duda 87' Vladimír Weiss |
| | rode kaarten | |